# Безумные подмостки
«Безумные подмостки» или «Шум за сценой» (англ. Noises Off) — американский комедийный фильм режиссёра Питера Богдановича, снятый в 1992 году по мотивам одноимённой пьесы Майкла Фрейна. В главных ролях снялись Майкл Кейн, Кристофер Рив и Кэрол Бернетт. Также в фильме снялся Денхолм Эллиотт, для которого эта роль стала последней; актёр умер в октябре того же года.

## Сюжет
Режиссёр Ллойд Феллоуз ставит комедийную пьесу-фарса Nothing On, по сюжету которой две пары одновременно приезжают в загородный дом в надежде на уединение, а встречают там не только друг друга, но ещё домработницу и грабителя. Хотя премьера уже завтра, репетиция в самом разгаре, ведь успех постановки критическим образом зависит от согласованности действий актёров. Генеральная репетиция проходит не без накладок, но в целом неплохо. Однако по мере того, как в ходе турне труппа переезжает из одного города в другой, отношения между актёрами всё сильнее запутываются, что вместе с алкоголизмом пожилого Селсдона забавным образом сказывается на исполнении ими своих партий. В результате постановка в Майами становится провалом, а спектакль в Кливленде — подлинной катастрофой.

## В ролях
| Актёр            | Роль                           |
| ---------------- | ------------------------------ |
| Майкл Кейн       | Ллойд Феллоуз                  |
| Джон Риттер      | Гарри Лежен / Роджер Тремплмен |
| Кристофер Рив    | Фредерик Даллас / Филип Брент  |
| Кэрол Бернетт    | Дотти Отли / миссис Клаккетт   |
| Денхолм Эллиотт  | Селсдон Моубрей / грабитель    |
| Джули Хагерти    | Поппи Тейлор                   |
| Мэрилу Хеннер    | Белинда Блэр / Флавия Брент    |
| Марк Линн-Бэйкер | Тим Олгуд                      |
| Николетт Шеридан | Брук Эштон / Викки             |